# Héctor "Toty" Flores
Héctor Toty Flores (San José de Feliciano, 8 de diciembre de 1953) es un político y dirigente social argentino. Es fundador de la Cooperativa La Juanita. Se desempeña como concejal del partido de La Matanza desde 2021. Fue diputado nacional, representando a la provincia de Buenos Aires en dos oportunidades (2007-2011 y 2017-2021), enfocándose en legislación relacionada con el trabajo y la administración pública.
Es líder del Movimiento Humanista de Resistencia y Construcción 2012 y presidente del incipiente partido político bonaerense Movimiento Social por la República. Vive en el barrio La Juanita en la localidad de Gregorio de Laferrere. 
Fue compañero de fórmula de Elisa Carrió como precandidato a vicepresidente de la Nación, representando a la Coalición Cívica ARI, dentro de la interna que disputó junto con la Unión Cívica Radical y el PRO en las PASO que se celebraron el 9 de agosto de 2015.

## Biografía
Es el séptimo hijo de una familia humilde de Entre Ríos, donde la madre se encargaba de mantener el hogar junto a sus hijos, dados los problemas de adicción al alcohol del padre. 
A los 9 años, comenzó a trabajar como vendedor de diarios y a los 17 años se mudó a Buenos Aires, instalándose por cerca de un año en una villa de emergencia en Loma Hermosa. Trabajando en la Yelmo en 1980, un accidente con un balancín le provoca la pérdida de cuatro dedos de la mano derecha. 
En 1993 quedó desocupado y con la indemnización recibida intentó dedicarse a la marroquinería, pero se fundió, transformándose luego en piquetero. 
Tiene cuatro hijos, cuatro nietos y dos bisnietos.

### Trayectoria política
Flores integró el Movimiento de Trabajadores Desocupados (MTD) de La Matanza. En el contexto de crisis de los años 90, en 2001 participó de la fundación de la Cooperativa Barrio La Juanita, que nace a partir del rechazo a los planes asistenciales y con el objetivo de generar empredimientos productivos y educativos.
En diciembre de 2007 asumió como diputado nacional por la Coalición Cívica ARI, finalizando su mandato en diciembre de 2011. Durante esos cuatro años, fue secretario de la Comisión de Prevención de Adicciones y Control de Narcotráfico, e integró las comisiones de Acción Social y Salud Pública.[cita requerida] Dejó la presidencia cuando comenzó en 2013 la actividad en el Movimiento Social por la República, un partido político.
Ya como diputado, presidió la comisión de Derechos Humanos.
Fue precandidato a vicepresidente de la Nación en la fórmula encabezada por Elisa Carrió en las elecciones primarias de 2015 que fue derrotada en la interna de la alianza Cambiemos por Mauricio Macri.
El 10 de diciembre de 2015 fue designado secretario de Empleo y Microemprendimientos del partido de General Pueyrredón, siendo su designación decretada por el intendente de Cambiemos Carlos Fernando Arroyo.
En 2017 se postuló a diputado nacional por la alianza Cambiemos, resultando elegido para el período 2017-2021.
En 2021 se presentó como primer candidato a concejal de La Matanza por la alianza Juntos. En las PASO, triunfó con el 64 % en la interna frente a otras dos listas. En las elecciones generales del 14 de noviembre encabezó la lista por la que resultó electo concejal, con el 28 % de los votos. En diciembre asumió y fue designado presidente del bloque de Juntos en el Concejo Deliberante.

## Denuncias
En 2017 se presentó como candidato a diputado por Cambiemos en la provincia de Buenos Aires formando parte de la lista que derrotó al frente electoral encabezado por Cristina Fernández de Kirchner. En 2018, el periodista de C5N Juan Amorín realizó una investigación dónde encontró irregularidades en la campaña. Denunció que se descubrieron 205 casos de personas que recibían planes sociales o estaban por debajo de la línea de la pobreza y aparecían financiando la campaña oficialista en la provincia de Buenos Aires. Según Amorín, habían sido utilizados al menos 200 titulares de planes Ellas Hacen y Argentina Trabaja, haciéndolos pasar como pequeños aportantes de campaña de Esteban Bullrich. La mayoría de los “aportantes” resultaron ser personas que se encontraban en una situación de pobreza y vulnerabilidad económica  y residían en asentamientos o villas. Incluso figuraban como aportantes de decenas miles de pesos personas que vivían en la calle o acudían a comedores comunitarios para poder alimentarse.

## Libros publicados
Flores compiló los libros “De la culpa a la autogestión” y “Cuando con otros somos nosotros”, publicados por MTD- Editora y reeditados por Editorial Continente y Peña Lillo. Colaboró además en diversas publicaciones, entre ellas el libro “Nuevo Liderazgo” sobre los movimientos sociales.[cita requerida]

## Afiliaciones y menciones
- Director Ejecutivo y miembro del Consejo de Planeamiento Estratégico en Buenos Aires). * Seminario Valores Humanos.[cita requerida]

## Reconocimientos
Obtuvo el Premio Konex en 2 ocasiones: en 2008 por su trayectoria como Dirigente Comunitario y nuevamente en 2018 como Dirigente Social.